# Kraterorangelav
Kraterorangelav (Caloplaca ulcerosa) är en lavart som beskrevs av Coppins & P. James. Kraterorangelav ingår i släktet orangelavar och familjen Teloschistaceae.  Arten är reproducerande i Sverige. Inga underarter finns listade i Catalogue of Life.